# Vie privée (film, 1942)
Pour les articles homonymes, voir Vie privée (film).
Pour plus de détails, voir Fiche technique et Distribution.
Vie privée est un film français réalisé par Walter Kapps, sorti en 1942.

## Fiche technique
- Titre : Vie privée
- Réalisation : Walter Kapps
- Scénario et dialogues : Jacqueline de Marichalar
- Adaptation : Jean d'Ansenne
- Producteur : André Dugès
- Musique : Claude Delvincourt
- Photographie : Paul Cotteret
- Société de production : Films Régent et Boisserand
- Pays :  France
- Langue : français
- Format :  Son mono - Noir et blanc
- Durée : 80 minutes
- Genre : Film dramatique
- Année de sortie : 1942 en France
- Affiche : Georges Dastor (France)

## Distribution
- Marie Bell : Florence
- Jean Galland : Jean Dorcier
- Robert Le Vigan : Rémi Géraud
- Ginette Leclerc : Ginette
- Blanchette Brunoy : Sylvie
- Alfred Baillou : un assistant
- Marfa Dhervilly : la directrice
- Henri Debain : le dialoguiste
- Eugène Frouhins : un ami de Rémi
- Gaston Rullier : Albert
- Yves Furet : le dessinateur
- Albert Malbert : le directeur du journal
- Teddy Michaud : un ami de Rémi
- Max Mégy
- Ketty Pierson : une journaliste
- Germaine Reuver : Madame Pascal
- Philippe Richard : le directeur
- Roberta : La chanteuse
- Jean-Michel Rouzière
- Georges Sellier : l'avocat